# 蚌埠体育中心
蚌埠体育中心建于2016年，位于安徽省蚌埠市蚌山区城南新区，与湖上升明月景区相望，为综合性甲级体育中心。体育中心占地面积546亩，投资概算约11.6亿元，包含体育场、体育馆、多功能综合馆、体育运动学校和景观塔等部分组成，2018年建成投入使用。蚌埠体育中心以“龙行天下、龙腾戏珠”为设计理念，建筑主体呈龙形，外立面为红底白鳞。

## 建筑构造
- 体育场：主体育场可容纳观众30000人，座椅为红白相间的“满天星”设计，主要举办足球和田径赛事。
- 体育馆：建筑面积36400平方米，可容纳观众8000人，主要举行篮球、排球等球类比赛，也可用于演艺活动。场内活动桌椅可以收起，形成多个篮球、羽毛球、乒乓球、溜冰场场地[2]。
- 多功能馆：建筑面积41733平方米，主要举办射击、击剑、国际式摔跤、柔道、拳击、跆拳道等比赛项目。
- 景观塔：位于体育场和体育馆中心位置，高约70米。[3]

## 承办赛事
- 2018年安徽省第十四届运动会

## 相关链接
- 禹会区全民健身体育中心
- 龙子湖区全民健身体育中心

## 资料来源
1. ↑  颜婕. . 蚌埠新闻网. 2016-03-30  [2018-07-24]. （原始内容存档于2018-07-24）.
2. ↑  蚌埠发布. . 大风号. 2018-06-09  [2018-07-27]. （原始内容存档于2018-07-27）.
3. ↑  苗成韬. . 中安在线. 2018-04-26  [2018-07-24].[永久]

32°53′38.25″N 117°21′45.93″E / 32.8939583°N 117.3627583°E